# KV4
KV4는 이집트 왕들의 계곡에 있는 무덤이다. 람세스 11세의 무덤으로 건설되었으나, 중간에 공사가 중단되어 실제 람세스 11세가 묻히지 않았을 가능성이 높다. 이후 피네젬 1세가 본인의 무덤으로 쓰려고 하였지만 이 역시도 무산된 것으로 보인다.
KV4는 고대부터 개방되어 왔으며 여러 시대의 낙서가 발견되고 있다. 일찍부터 관광명소로서 많은 자들이 다녀갔음을 입증하는 증표이지만, 정작 학계의 관심은 거의 받지 못하다가 1978~1980년 존 로머가 비로소 첫 발굴에 나섰다.
제3중간기 초기에 이르러 왕가 공동묘지가 비로소 해체되기 시작하면서 쓰인 작업공간이었다는 해석이 있으며, 그것이 사실이라면 왕가의 계곡 내에서도 최후에 만들어진 왕릉이라는 점에서 주목할 만한 무덤으로 여겨진다.

## 내부 구조와 유물
KV4는 KV46 옆 계곡의 와디에 자리잡고 있으며, 이곳으로부터 100m가 넘는 산비탈로 이어진다. KV4의 구조는 완만한 경사를 이루는 복도실 3개와 미완성된 기둥이 있는 방 2개짜리 매장실이 있다. 매장실에는 바닥 중앙에 깊숙한 수직갱도를 깎아내려간 모습인데, 여기서 발견된 정초매장물이 람세스 11세 시대의 것으로 드러나면서, 수직갱도 자체는 처음 건설이 이뤄지던 시기에 파였음을 알 수 있다.
내부장식은 외부 출입구의 상인방과 문설주, 그 뒤로 첫번째 복도실에만 새겨져 있으며, 붉은색 잉크로 밑그림을 그려둔 모습이었다. 복도실 장식의 일부는 고대에 이미 손상되었으며 피네젬 1세가 람세스 9세의 이름을 본인 것으로 바꿔 새기는 과정에서 복원된 흔적이 있었다.
1978년 존 로머의 발굴 조사 당시 발견된 유물들은 총 다섯 가지로 분류됐다.
- KV62 (투탕카멘의 무덤)에 있던 유물 - KV62 복도실의 돌무더기와 바깥 출입구의 내외부를 가로막던 잔해에서 발견된 파편이다. KV4에 KV62의 유물 파편이 있게 된 것은 1920년대 하워드 카터가 KV62의 내부를 정리하면서부터인 것으로 보인다.[3]
- 콥트인이 머문 흔적 관련 유물 - 복도와 매장실에 남겨진 흔적. 다져진 바닥 진흙이나 거친 석벽, 장식 도편과 동로마제국기 구리동전[2]
- 제22왕조기 무덤 유물 - 매장실 통로에서 발견된 흔적. 뼛조각, 카터나지 (관재) 조각, 관 조각 등이다. 불에 탄 흔적이 남아 있었으며, 콥트인들이 머물던 시기에 훼손되었을 가능성이 높다.[2]
- 신왕국기 일부 왕가 무덤의 유물 파편 - 매장실을 중심으로 발견되었으며, 특히 신왕국 후기 이후로 훼손된 흔적이 없는 수직갱도 하층부에서 발견됐다. 금박을 입힌 젯소 조각 (일부는 왕실용 관에서 나온 것), KV20 (투트모스 1세와 하트셉수트의 무덤)과 KV35 (아멘호테프 2세의 무덤)에서 발견된 유물과 양식이 일치하는 나무판 조각, 제18왕조 중기 여성 통치자 (하트셉수트일 가능성 높음)의 유인원 미라 관조각 (최소 1점), 투트모스 1세와 람세스 2세 시기에 걸쳐 있는 호루스명이 새겨진 채색 도기그릇, 나무 조각상 밑단 (일부는 투트모스 3세의 이름이 새겨져 있음), KV35 (투트모세 3세의 무덤)에서 발견된 나무거위상과 람세스 4세의 우샤브티에 꼭 들어맞는 발 조각 등이 여기에 해당됐다.[4]
- 람세스 11세의 정초 매장물: 상술한 바와 같이 무덤의 조성시기를 가늠할 수 있는 증거가 되었다.[2]

## 역사
복도실의 장식과 수직갱도의 정초매장물로 판단컨대 KV4는 원래 람세스 11세의 무덤으로 쓰이기 위해 조성된 것이 분명하다. 그러나 람세스 11세는 어떤 이유에서 이곳에 묻히지 않고 하이집트 일대 무덤에 모셔졌으며 이 무덤은 버려진 것으로 보인다. 이후 피누젬이 무덤을 복구하여 자신의 명칭을 새겨 넣었는데, 이에 대해선 피누젬이 자기 무덤으로 쓰려 했다는 설명이 가장 그럴듯한 설로 받아들여지고 있다. 그러나 피누젬 역시 이곳이 아닌 다른 곳에 안장되었는데, 정황상 인하피의 무덤 (WNA / DB320 중 한 곳)에 묻힌 것으로 보이며 이곳은 이후 제17왕조기와 신왕국기에 왕가의 미라를 재안장하는 곳으로도 쓰였다. 두 파라오의 매장이 무산된 것은 이 계곡 일대가 왕가의 공동묘지로서 기능을 다하고 전반적으로 방치되던 상태였고, 웨헴메수트 치세에 이르러 선대 파라오 무덤의 복구와 재안장 작업에 나선 것과 관련이 있는 것으로 보인다.
피누젬의 KV4 안장이 무산된 이후에는 다른 왕가 무덤, 특히 투트모세 1세, 투트모세 3세, 하트셉수트의 무덤에서 나온 부장품을 처리하는 작업장으로 쓰인 것으로 보인다. 이러한 맥락에서 KV4에서 발견된 금박을 입힌 젯소 조각과 DB320의 은닉처에서 발견된 투트모스 3세의 관 사이의 연결고리가 만들어진다. 투트모세 3세의 관은 고대 시기에 금박 표면의 주요 부분을 조심스럽게 벗겨낸 상태인데, 이 벗기는 과정을 KV4에서 진행했다는 설이다. 파라오의 미라를 담는 관의 기본 기능을 훼손하지 않으면서 그 표면을 긁어낸다는 것은 시간이 많이 걸리는 과정인데, 그런 작업 자체로 일반적인 도굴꾼이 저지른 행위가 아니었음을 시사한다. 따라서 KV4에서 발견된 흔적은 왕가의 계곡에 더 이상 매장하지 않는다는 나라의 정책이 바뀌었다는 증거로 해석되었으며, 동시에 값비싼 유물 가운데 금박처럼 귀중한 부분만 회수하여 무덤 도굴꾼의 침입도 방지하는 효과도 노렸다고 해석된다. 회수된 귀중품은 당시 고갈되었던 국고에 보태도록 하였을 것이다.
동로마 제국 시기에 이르러 개방된 상태로 남아 있었으므로 콥트인들이 거처와 마구간으로 활용하였다. 1920년대에는 하워드 카터가 KV62 (투탕카멘의 무덤)의 내부 정리에 나서면서 식사공간과 창고로 활용되었다. 특히 무덤 발굴 초기에는 KV15가 나중에 정리되어 쓰이기 전까지 창고로 많이 활용되었다.